# 托皮利切
48°5′11″N 24°44′15″E / 48.08639°N 24.73750°E
托皮利切（烏克蘭語：Топільче），是烏克蘭的村落，位於該國西部伊萬諾-弗蘭科夫斯克州，由韋爾霍維納區負責管轄，始建於1932年，面積9平方公里，2001年人口204。